# Josué Soto
Josué Soto Martín (Perris, California, Estados Unidos; 24 de enero de 1995) es un futbolista estadounidense que juega como defensa.

## Trayectoria

### Austin Bold FC
El 22 de enero de 2019, se hace oficial el traspaso de Soto al Bold FC de la USL Championship de Estados Unidos. Su primer juego con el equipo fue el 21 de abril en un partido de liga ante El Paso Locomotive FC, Soto arrancó como suplente y entró al minuto 75' por Xavier Báez.

## Estadísticas
Actualizado al último partido jugado el 31 de octubre de 2021.
| Cimarrones de Sonora · México                           | 2ª            | 2016-17       | 29 | 0 | 2 | 0 | - | - | 31 | 0 |
| Cimarrones de Sonora · México                           | 2ª            | 2017-18       | 6  | 0 | 3 | 0 | - | - | 9  | 0 |
| Cimarrones de Sonora · México                           | 2ª            | 2018          | 11 | 0 | - | - | - | - | 11 | 0 |
| Cimarrones de Sonora · México                           | Total club    | Total club    | 46 | 0 | 5 | 0 | 0 | 0 | 51 | 0 |
| Bold FC Estados Unidos                                  | 2ª            | 2019          | 18 | 0 | 2 | 0 | - | - | 20 | 0 |
| Bold FC Estados Unidos                                  | 2ª            | 2020          | 8  | 0 | - | - | - | - | 8  | 0 |
| Bold FC Estados Unidos                                  | 2ª            | 2021          | 15 | 0 | - | - | - | - | 15 | 0 |
| Bold FC Estados Unidos                                  | Total club    | Total club    | 41 | 0 | 2 | 0 | 0 | 0 | 43 | 0 |
| Total carrera                                           | Total carrera | Total carrera | 87 | 0 | 7 | 0 | 0 | 0 | 94 | 0 |
| (1)Incluye datos de la Copa México. (2)Incluye datos de |               |               |    |   |   |   |   |   |    |   |